# Surac
Surat és un municipi francès situat al departament del Puèi Domat i a la regió d'Alvèrnia-Roine-Alps. L'any 2007 tenia 498 habitants.

## Demografia

### Població
El 2007 la població de fet de Surat era de 498 persones. Hi havia 179 famílies de les quals 36 eren unipersonals (16 homes vivint sols i 20 dones vivint soles), 49 parelles sense fills, 86 parelles amb fills i 8 famílies monoparentals amb fills.
La població ha evolucionat segons el següent gràfic:
Habitants censats

### Habitatges
El 2007 hi havia 214 habitatges, 190 eren l'habitatge principal de la família, 4 eren segones residències i 20 estaven desocupats. 213 eren cases i 1 era un apartament. Dels 190 habitatges principals, 164 estaven ocupats pels seus propietaris, 19 estaven llogats i ocupats pels llogaters i 6 estaven cedits a títol gratuït; 4 tenien dues cambres, 9 en tenien tres, 52 en tenien quatre i 124 en tenien cinc o més. 156 habitatges disposaven pel capbaix d'una plaça de pàrquing. A 62 habitatges hi havia un automòbil i a 118 n'hi havia dos o més.

### Piràmide de població
La piràmide de població per edats i sexe el 2009 era:
| Homes | Edats   | Dones |
| ----- | ------- | ----- |
| 0     | 95 o +  | 0     |
| 4     | 90 a 94 | 0     |
| 8     | 85 a 89 | 0     |
| 0     | 80 a 84 | 12    |
| 12    | 75 a 79 | 12    |
| 0     | 70 a 74 | 4     |
| 12    | 65 a 69 | 4     |
| 16    | 60 a 64 | 12    |
| 12    | 55 a 59 | 8     |
| 8     | 50 a 54 | 4     |
| 8     | 45 a 49 | 16    |
| 28    | 40 a 44 | 16    |
| 20    | 35 a 39 | 24    |
| 12    | 30 a 34 | 8     |
| 4     | 25 a 29 | 20    |
| 4     | 20 a 24 | 8     |
| 20    | 15 a 19 | 16    |
| 8     | 10 a 14 | 12    |
| 0     | 5 a 9   | 16    |
| 16    | 0 a 4   | 12    |

## Economia
El 2007 la població en edat de treballar era de 322 persones, 252 eren actives i 70 eren inactives. De les 252 persones actives 236 estaven ocupades (133 homes i 103 dones) i 16 estaven aturades (3 homes i 13 dones). De les 70 persones inactives 22 estaven jubilades, 26 estaven estudiant i 22 estaven classificades com a «altres inactius».

### Ingressos
El 2009 a Surat hi havia 203 unitats fiscals que integraven 536 persones, la mediana anual d'ingressos fiscals per persona era de 18.827 €.

### Activitats econòmiques
Dels 12 establiments que hi havia el 2007, 2 eren d'empreses de fabricació d'altres productes industrials, 1 d'una empresa de construcció, 4 d'empreses de comerç i reparació d'automòbils, 1 d'una empresa d'hostatgeria i restauració, 2 d'empreses de serveis i 2 d'empreses classificades com a «altres activitats de serveis».
Dels 6 establiments de servei als particulars que hi havia el 2009, 2 eren tallers de reparació d'automòbils i de material agrícola, 1 fusteria, 1 electricista, 1 perruqueria i 1 restaurant.
L'any 2000 a Surat hi havia 18 explotacions agrícoles que ocupaven un total de 840 hectàrees.

## Equipaments sanitaris i escolars
El 2009 hi havia una escola elemental.

## Poblacions més properes
El següent diagrama mostra les poblacions més properes.